# Vergennes (Vermont)
Vergennes – miasto w Stanach Zjednoczonych, w stanie Vermont, w hrabstwie Addison.